# D-Train
D-Trainはヴィヴァレールによって製造されるイギリスの鉄道車両シリーズである。1978年から1981年にかけてメトロキャメルによってロンドン地下鉄向けに製造されたD78形を改造したものであり、内装を改装したうえで車体を再利用するほか、台車はワブテックが再整備したものにオーストリア製の三相交流誘導電動機を取り付けたものである。
試作車を含め、電気式気動車、蓄電池電車、ハイブリッド気動車（以上230形）、第三軌条式電車（484形）の4種類の動力方式でこれまでに製造もしくは発注されており、最大で75本の改造が可能である。2019年4月にウェスト・ミッドランズ・トレインズの下で1本目（230形）が営業運転を開始した。

## 試作車
1本目の試作車は3両編成の電気式気動車として製造され、2016年夏に完成した。最短で翌年にも営業運転が開始可能とされ、本線での試験を行った後、ロンドン・ミッドランドによってコヴェントリー - ヌニートン線で営業運転を兼ねた試験が行われる予定だったが、火災事故の発生により中止された。この編成は2017年7月に開催されたRail Live 2017にて会場へのアクセス列車という形で初の営業運転を行った。
2本目の試作車は2両編成の蓄電池電車として製造され、2018年夏に完成した。2020年1月には試験の一環としてイギリス最長となる航続距離64kmを記録した。

## 量産車

### ウェスト・ミッドランズ・トレインズ
初の発注はウェスト・ミッドランズ・トレインズによるもので、マーストン・ヴェール線向けに電気式気動車タイプの230形2両編成3本が発注された。これらは2019年4月23日に営業運転を開始し、ロンドン・ノースウェスタン・レールウェイのブランド名を用いている。150形及び153形を置き換えた。

### トランスポート・フォー・ウェールズ
2つ目の発注はトランスポート・フォー・ウェールズ・レール・サービスによるもので、ボーダーランズ線、コンウィ・ヴァレー線、ノース・ウェールズ・コースト線チェスター（英語版・街） - クルー（英語版・街）間向けにハイブリッド気動車タイプの230形3両編成5本が発注された。

### アイランド線
サウス・ウェスタン・レールウェイは2019年にワイト島のアイランド線向けに第三軌条式電車タイプの484形2両編成5本を発注したと発表した。置き換え対象の483形も同じく元ロンドン地下鉄の車両（1938形）であるが、1938形がロンドン地下鉄の2つの車両規格のうち小断面タイプにあたるのに対しD78形は大断面タイプであるため、2020年から2021年にかけてアイランド線の改修工事が予定されている。

## 一覧
| 形式  | 運行事業者                                           | 登場   | 編成両数 | 製造編成数 | 動力方式                  | 扉     | 前面貫通路 | 画像 | 備考   |
| ----- | ---------------------------------------------------- | ------ | -------- | ---------- | ------------------------- | ------ | ---------- | ---- | ------ |
| 230形 | ヴィヴァレール                                       | 2016年 | 3両      | 1本        | 電気式気動車              | 引き戸 | なし       |      | 試作車 |
| 230形 | ヴィヴァレール                                       | 2018年 | 2両      | 1本        | 蓄電池電車                | 引き戸 | なし       |      | 試作車 |
| 230形 | ウェスト・ミッドランズ・トレインズ                   | 2019年 | 2両      | 3本        | 電気式気動車              | 引き戸 | なし       |      |        |
| 230形 | トランスポート・フォー・ウェールズ・レール・サービス | 2020年 | 3両      | 5本        | ハイブリッド気動車        | 引き戸 | なし       |      |        |
| 484形 | サウス・ウェスタン・レールウェイ                     | 2020年 | 2両      | 5本        | 直流電車 （第三軌条方式） | 引き戸 | なし       |      | 未登場 |